# كأس ويلز 1978–79
كأس ويلز 1978–79 (بالإنجليزية: 1978–79 Welsh Cup)‏ هو موسم من كأس ويلز. فاز فيه شروزبري تاون.